# Trotina (Smiřice)
Trotina je malá vesnice, část města Smiřice v okrese Hradec Králové. Nachází se asi 2,5 kilometru jihozápadně od Smiřic a vede jí silnice I/33. V roce 2011 zde trvale žilo dvanáct obyvatel.
Trotina leží v katastrálním území Rodov o výměře 4,48 km².

## Název
Název vesnice je odvozen ze jména potoka, který kolem ní protéká a je doložen už roku 1110. V historických pramenech se jméno objevuje ve tvarech: Trotin a Trotina (1790, 1836).

## Historie
Roku 2018 zde byla objevena bohatá lokalita osídlení od mladší doby kamenné po dobu bronzovou.